# Agrotis stenibergmani
Agrotis stenibergmani là một loài bướm đêm trong họ Noctuidae.